# Psammoecus biapicallis
Psammoecus biapicallis es una especie de coleóptero de la familia Silvanidae que habita en Samoa.